# Alfombra de Abadeh
La alfombra de Abadeh es un tipo de alfombra persa. El artesano de este tipo de alfombras se remonta a unas pocas decenas de años. Por tanto, los motivos no se han transmitido de generación en generación sino que se han obtenido de otras regiones de Irán.

## Descripción
El motivo de zil-i sultan (jarrón adornado con flores) es la decoración más frecuente, reproducida a un tamaño mayor que en los otros tipos de alfombra. También se encuentran a menudo decoraciones derivadas de los motivos usados por las tribus Qashqais que acampan en verano por los alrededores de Abadeh. Un motivo corriente es el rombo, en el centro del campo, rodeado de minúsculos dibujos geométricos que recuerdan a los usados por las tribus de Fars.
- Datos: Q3090750